# Alexander Gustavsson
Mikael Alexander Gustavsson, född 17 september 1997 i Stenkyrka församling i Västra Götalands län, är en svensk skådespelare. Han är mest känd för sin roll som Pierre Tanguy i Ondskan.

## Biografi
Alexander Gustavsson är känd från filmen Pojkarna och ett antal TV-serier såsom Eagles, The Playlist och Springfloden. Han har spelat i drama-thrillerserien Ondskan i rollen som Pierre Tanguy. Gustavsson studerar skådespeleri vid Teaterhögskolan i Malmö.

## Filmografi
- 2015 – Pojkarna
- 2016 – Mamma vet bäst (kortfilm)[7]
- 2016 – Hashtag (TV-serie)
- 2018 – Springfloden (TV-serie)
- 2019 – Eagles (TV-serie)
- 2021 – Huss (TV-serie)
- 2022 – Beck – 58 minuter
- 2022 – The Playlist (TV-serie)
- 2023 – Ondskan (TV-serie)